# 大麦米

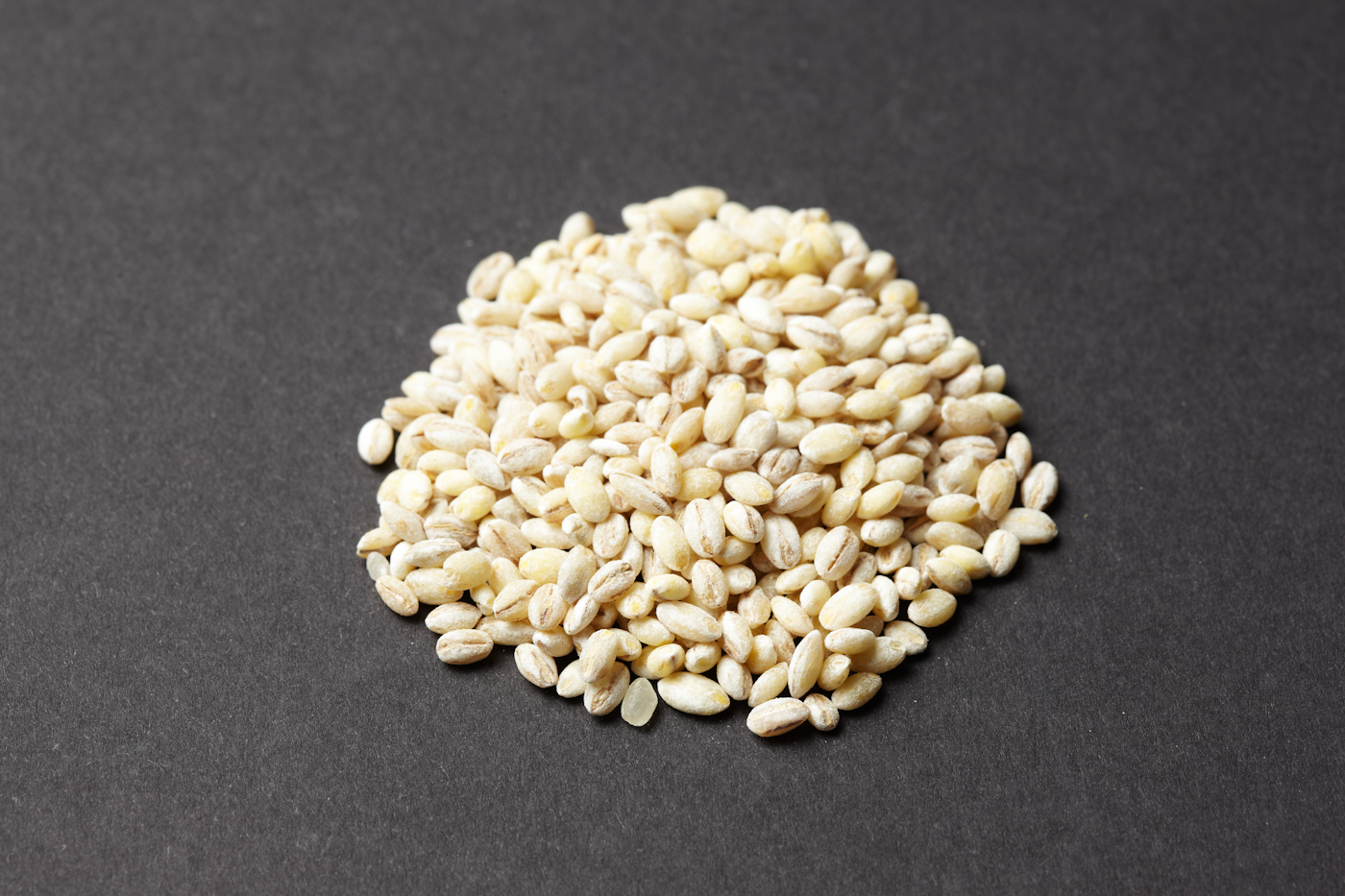
珍珠大麦

大麦米，也叫珍珠大麦（英語：Pearl barley，多指圆形的大麦米）、珍珠麦、珠麦、大麦粉粒或洋薏米，是大麦脱去颖壳，去麸后抛光而得的一种谷物产品。此种麦粒多为淡灰褐色。相较于未加工或更粗加工的大麦，大麦米更便于人类食用消化。精制的大麦面粉由大麦米磨成。

## 营养成分
大麦米在卡路里、蛋白质、维生素及矿物质的含量与比例上接近小麦，但有时赖氨酸较小麦更高。
珍珠大麦种淀粉含量约85%左右，同时每一百克可食部分的总膳食纤维为17.3克，高于燕麦片的10.3克。由于经过了脱壳处理，大麦米中的B族维生素含量较大麦要少。

## 烹饪

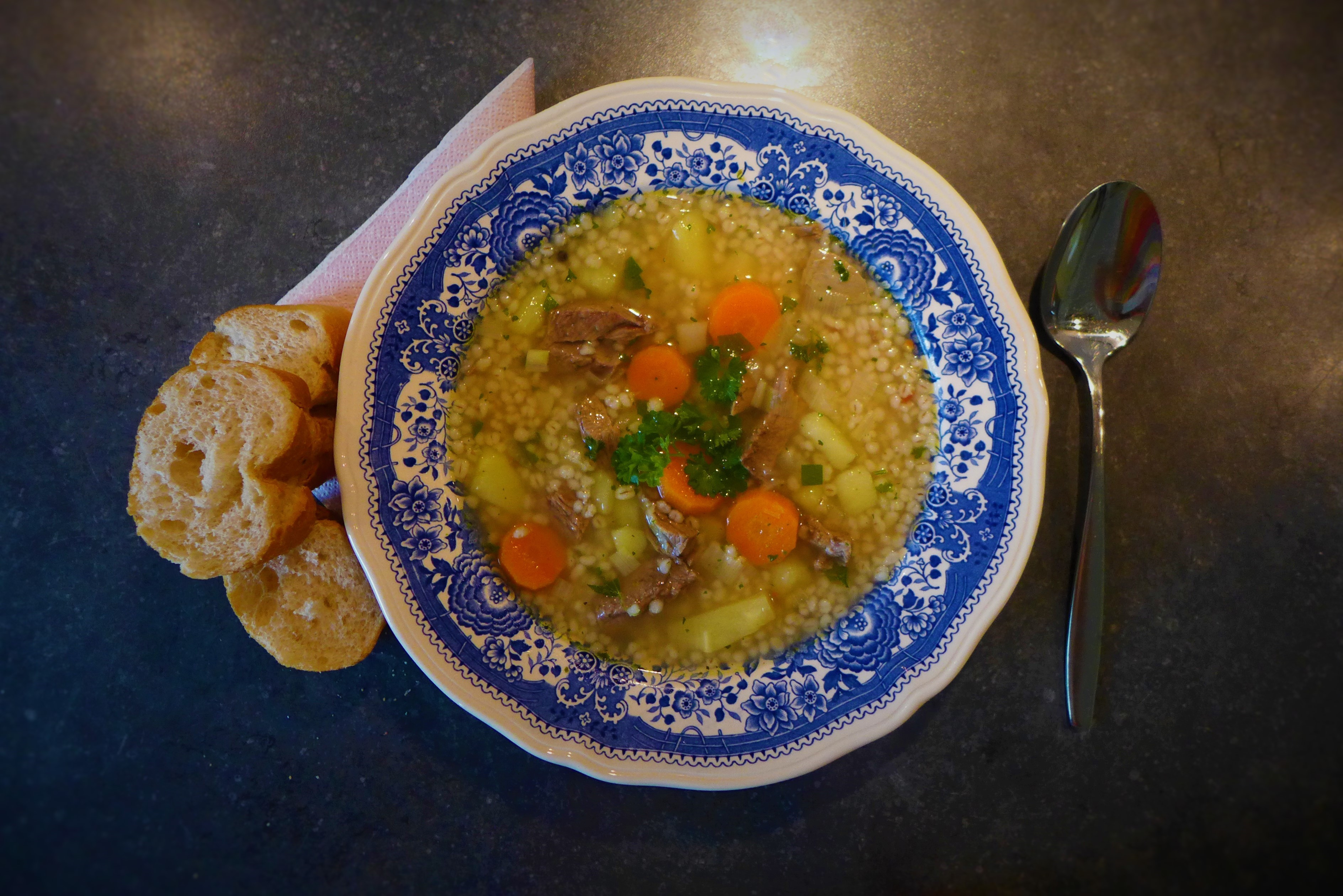
一道珍珠大麦汤，点缀有牛肉、土豆及少量蔬菜

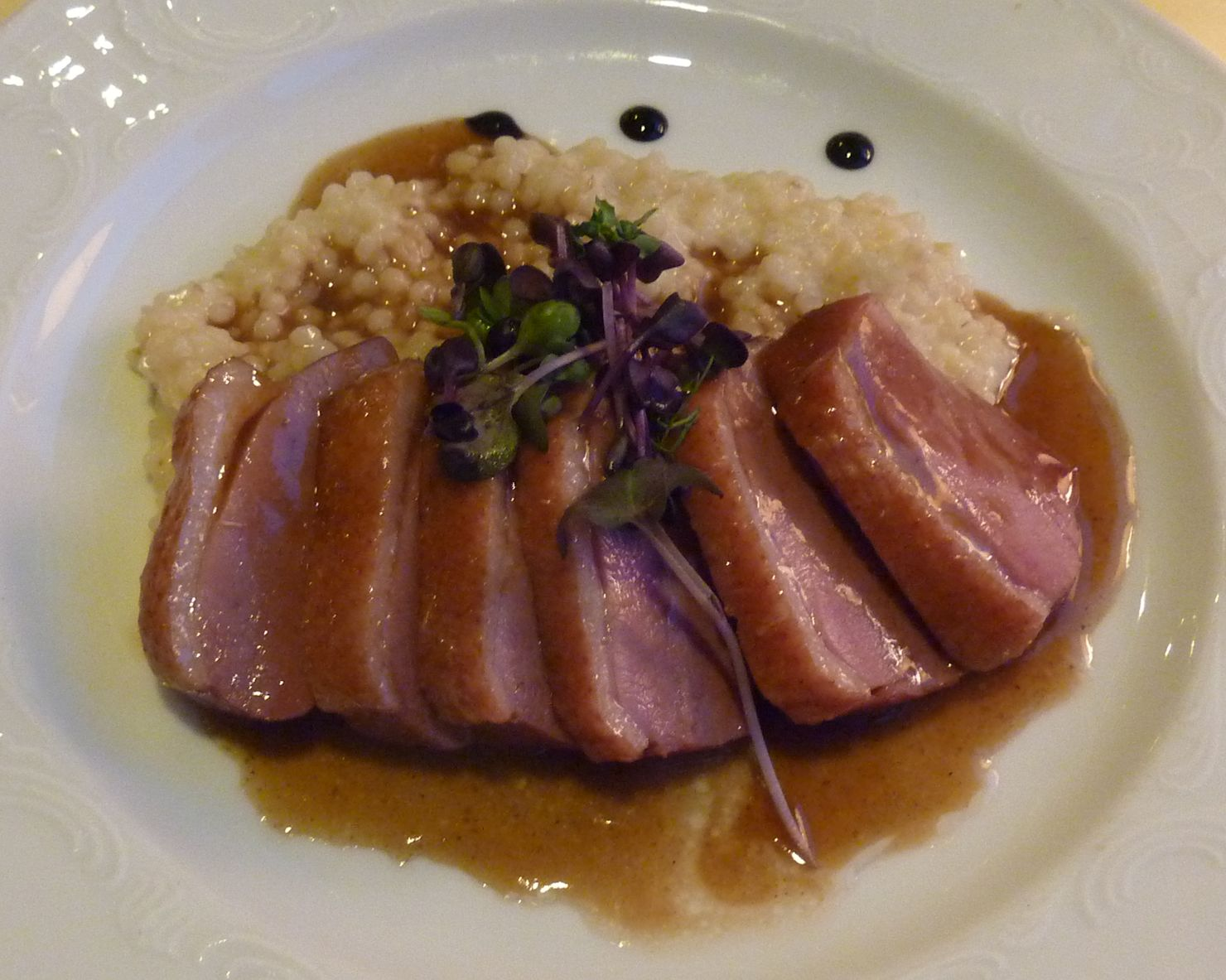
番鸭肉配珍珠大麦

在欧美，珍珠大麦常用于菜品中的填料，如汤或者炖菜中会加入。战后的西德珍珠大麦失去人气，许多原用珍珠大麦的菜品改用了面条代替。
大麦米在饥荒时是一种常见的替代用粗粮，用于替换大米等。在一战时的饥饿之冬德国部分地区即有用大麦、玉米粉或大麦米制成的“科隆面包”之类的替代食品。在素食主义食谱中，珍珠大麦获得了较高的人气，可作为素食蛋白质来源之一。